# Pachyteria diversipes
Pachyteria diversipes là một loài bọ cánh cứng trong họ Cerambycidae.